# Acerotella boter
Acerotella boter är en stekelart som först beskrevs av Walker 1838.  Acerotella boter ingår i släktet Acerotella och familjen gallmyggesteklar. Inga underarter finns listade i Catalogue of Life.